# USS Burns (DD-171)
USS Burns (DD–171) là một tàu khu trục thuộc lớp Wickes của Hải quân Hoa Kỳ trong giai đoạn Chiến tranh Thế giới thứ nhất, sau được cải biến thành tàu rải mìn với ký hiệu lườn DM-11 và hoạt động cho đến năm 1930. Nó là chiếc tàu chiến đầu tiên của Hải quân Hoa Kỳ được đặt tên theo Otway Burns (1775-1850), một sĩ quan hải quân từng tham gia cuộc Chiến tranh 1812 sau là Nghị sĩ bang North Carolina.

## Thiết kế và chế tạo
Burns được đặt lườn vào ngày 15 tháng 4 năm 1918 tại xưởng tàu của hãng Union Iron Works ở San Francisco, California. Nó được hạ thủy vào ngày 4 tháng 7 năm 1918, được đỡ đầu bởi cô Alice H. Palmer, và được đưa ra hoạt động vào ngày 7 tháng 8 năm 1919 dưới quyền chỉ huy của Hạm trưởng, Trung tá Hải quân W. H. Lee.

## Lịch sử hoạt động
Burns được phân về Lực lượng Khu trục trực thuộc Hạm đội Thái Bình Dương cho đến tháng 3 năm 1920, khi nó được điều sang nhiệm vụ đặc biệt là tàu tiếp liệu cho liên đội thủy phi cơ NC. Vào ngày 15 tháng 3 năm 1921, nó được xếp lại lớp như một tàu rải mìn với ký hiệu lườn DM-11, và đến ngày 5 tháng 5 được phân về Lực lượng Rải mìn Hạm đội Thái Bình Dương. Nó đang ở tại Xưởng hải quân Mare Island vào ngày 11 tháng 7 để cải biến và đại tu khi cảng nhà của nó được chuyển đến Trân Châu Cảng. Được phân về Hải đội Rải mìn 2, nó phục vụ chủ yếu tại khu vực lân cận quần đảo Hawaii ngoại trừ những đợt tập trung hạm đội tại các khu vực khác để cơ động và tập trận.
Vào năm 1925, Burns gia nhập hạm đội cho một chuyến đi đến Australia và New Zealand. Vào mùa Hè các năm 1926, 1927 và 1928 nó thực hiện các chuyến đi huấn luyện cho nhân sự Hải quân Dự bị Hoa Kỳ. Vào năm 1927, nó đi đến San Diego, California cùng với hải đội của nó để được thanh tra, huấn luyện và nghỉ ngơi. Quay trở lại Trân Châu Cảng, nó tham gia các cuộc thực tập rải mìn và tác xạ, đồng thời phục vụ như một mục tiêu cao tốc cho việc huấn luyện tàu ngầm tại vùng biển Hawaii cho đến tháng 11 năm 1929. Đi đến San Diego vào ngày 26 tháng 12, Burns được cho ngừng hoạt động vào ngày 2 tháng 6 năm 1930. Đến ngày 11 tháng 6, nó được cho kéo đến Xưởng hải quân Mare Island nơi nó được sử dụng như một tàu trại binh. Cuối cùng nó bị tháo dỡ vào ngày 22 tháng 4 năm 1932.